# Ricardo Tavarelli
Ricardo Tavarelli, de son nom complet Ricardo Javier Tavarelli Paiva, est un footballeur paraguayen né le 2 août 1970 à Asuncion. Il évoluait au poste de gardien de but.

## Biographie
International, il reçoit 30 sélections en équipe du Paraguay de 1998 à 2004. Il participe à la Coupe du monde 2002 avec le Paraguay.

## Carrière
- 1991-1992 :  Tacuary FC
- 1992-2003 :  Club Olimpia
- 2004 :  Grêmio
- 2005 :  Club Olimpia
- 2005 :  Sportivo Luqueño[1],[2]

## Palmarès
Avec le Club Olimpia :
- Champion du Paraguay en 1993, 1995, 1997, 1998, 1999 et 2000
- Vainqueur de la Copa Libertadores en 2002
- Vainqueur de la Recopa Sudamericana en 2003
- Vainqueur du Torneo República en 1992